# Malthonea mimula
Malthonea mimula es una especie de escarabajo longicornio del género Malthonea, tribu Desmiphorini, subfamilia Lamiinae. Fue descrita científicamente por Martins & Galileo en 1995.
La especie se mantiene activa durante el mes de marzo.

## Descripción
Mide 10 milímetros de longitud.

## Distribución
Se distribuye por Colombia.